# Аллоброги

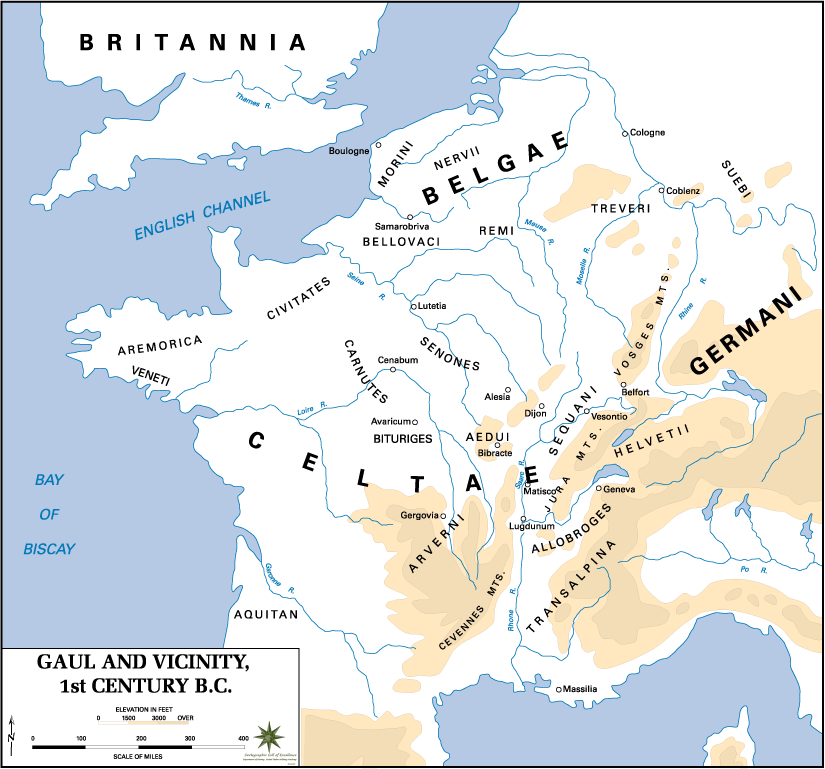
Мапа Галлії 1 ст. до н. е.

Аллоброги (лат. Allobroges) — велике кельтське плем'я, що жило у Нарбонській Галлії, та займало територію між Роною і Ізером, у північній частині Дофіне і Савої до Женевського озера.
Близько 123 до н. е. вони марно намагалися захистити Галлію від римлян, які близько 125 до н. е. почали робити перші значні завоювання на південному сході цієї країни. У 121 до н. е. вони скорились римській владі завдяки зусиллям Квінта Фабія Максима — який отримав за це прізвисько «Allobrogicus». У 61 році до н. е. під проводом Катугната спробували повстати, проте невдало. Остаточно увійшли до складу Нарбонської провінції лише при Юлії Цезарі.
Головним містом аллоброгів була Вієнна, прикордонним ж з гельветами — Женева. З решти їхніх міст слід згадати ще Куларах, перейменований близько 379 в Гратіанополіс, нинішній Гренобль.
У 61 році до н. е. відбулося останнє повстання аллоброгів.
Посли аллоброгів відіграли також значну роль при Змові Катіліни, зрадивши Катіліну на користь тогочасного консула Цицерона.